# Abraham Bennet
Abraham Bennet membre de la Royal Society (batejat el 20 de desembre de 1749 - 9 de maig de 1799) va ser un clergue i metge anglès i va inventar l'electroscopi de làmines d'or a més de desenvolupar el magnetòmetre. Alessandro Volta el va citar com una gran influència per als seus invents.

## Biografia
Abraham va ser batejat a Taxal, Derbyshire. No consta que hagués assistit a la Universitat però va ser professor a la Wirksworth Grammar School com "MA". Va ser ordenat sacerdot a Londres l'any 1775.
Bennet va estar molt interessat en la filosofia natural (natural philosophy) però no va ser membre de la Lunar Society ni de la Derby Philosophical Society. Era particularment proper a Erasmus Darwin. Bennet va fer molts estudis i experiments sobre electricitat i es va trobar amb els científics Tiberius Cavallo, William Nicholson i Alessandro Volta a Londres l'any 1782.
Bennet publicà l'obra New Experiments on Electricity l'any 1789.
Bennet descriu experiments amb un electròfor i de la generació d'electricitat per l'evaporació. Bennet va donar explicacions sobre altres temes com l'aurora borealis i els meteors. Va interpretar el llamp com un alliberament de la càrrega elèctrica dels núvols.